# 마리크리스틴 바로
마리크리스틴 바로(Marie-Christine Barrault, 1944년 3월 21일 ~ )는 프랑스의 배우이다. 1975년 영화 《사촌들》에서의 역을 통해 아카데미 여우주연상 후보에 올랐다.

## 출연 작품
- 이지 웨이 아웃 (2014)
- 내 이름은··· (2013)
- 레나를 위한 계획짜기 (2009)
- 트리비알 (2007)
- 코프 드 상 (2006)
- 아주로 (2000)
- 딜레탕뜨 (1999)
- 옵세션 (1997)
- 러브, 매스 앤 섹스 (1997)
- 필요한 사랑 (1991)
- 아름다운 마리 퀴리 (1991)
- 폭풍우 치는 여름 (1989)
- 스완의 사랑 (1984)
- 테이블 포 파이브 (1983)
- 아이 원트 유 (1983)
- 스타더스트 메모리스 (1980)
- 갈루아인 페르스발 (1978)
- 메두사 (1978)
- 사촌들 (1975)
- 오후의 사랑 (1972)
- 삐에르의 25시 (1970)
- 모드 집에서의 하룻밤 (1969)